# Lajna Imaullah

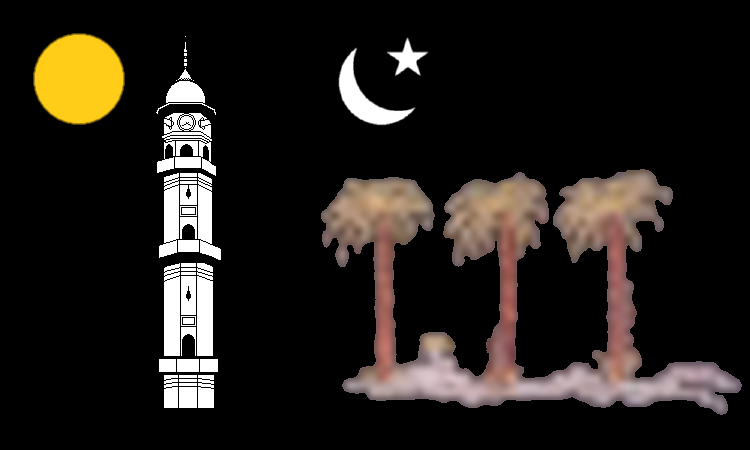
De vlag van Lajna Amaullah

Lajna Imaillah betekent Vereniging der dienaressen van God. Het heeft een islamitische grondslag en is een van de hulporganisaties van de Ahmadiyya Moslim Gemeenschap. De andere hulporganisaties zijn: Khuddamul Ahmadiyya en Ansarullah. Lajna Imaillah werd in 1922 opgericht door Mirza Bashiruddin Mahmood Ahmad op vraag van zijn vrouw ter emancipatie van de moslima's.
Alle vrouwelijke Ahmadi-moslima's ouder dan 15 jaar zijn lid van de Lajna Imaillah.
De vereniging houdt zich hoofdzakelijk bezig met de opleiding van vrouwen en meisjes, alsook met religieus onderricht. Ze geven ook financiële steun aan ontwikkelingsprojecten als het bouwen van scholen en hospitalen.

## Nasiratul Ahmadiyya
De leden zijn allen meisjes onder de 15 jaar. Het voornaamste doel is het geven van religieus onderricht aan de meisjes.
De Nasratul Ahmadiyya staat onder voogdij van de Lajna Immaullah.
Khuddamul Ahmadiyya · Ansarullah · Lajna Imaullah